# Thoracostoma setosum
Thoracostoma setosum är en rundmaskart som först beskrevs av Otto Friedrich Bernhard von Linstow 1896.  Thoracostoma setosum ingår i släktet Thoracostoma och familjen Leptosomatidae. Inga underarter finns listade i Catalogue of Life.